# ایرینا رینگاچی
ایرینا رینگاچی (به انگلیسی: Irina Rîngaci،  زادهٔ ۲۳ اوت ۲۰۰۱) یک کشتی‌گیر آزادکار کشور مولداوی است. وی سابقه حضور در المپیک ۲۰۲۴ پاریس را دارد.  

از افتخارات وی می‌توان به کسب مدال طلا مسابقات قهرمانی کشتی جهان ۲۰۲۱ و مدال برنز مسابقات قهرمانی کشتی جهان ۲۰۲۲ و مسابقات قهرمانی کشتی جهان ۲۰۲۳ اشاره کرد.